# Змаевич, Андрия
Андрия Змаевич (серб. Андрија Змајевић; 16 июня 1624, Пераст, Бока Которска — 7 сентября 1694, Пераст) — сербский писатель, архиепископ Бара и примас Сербии.
Происходил из знатной семьи Змаевичей из города Пераст в Бока-Которском заливе Адриатического моря (ныне в Черногории), дядя адмирала Матии Змаевича и архиепископа Задарского Вицко Змаевича.

## Биография
Андрия Змаевич получил начальное образование во францисканском монастыре Пераста, затем изучал теологию и философию в Риме, где после завершения образования получил докторскую степень. В 1655 году стал аббатом бенедиктинского монастыря на острове Св. Георгия рядом с Перастом.
23 февраля 1671 года папа Климент X назначил его архиепископом Бара и католическим примасом Сербии. В те времена некоторые части Боки Которской были под османским господством и Андрия Змаевич был известен как патриот, который поддерживал и вдохновлял народ в борьбе против турок.
В 1671 году Андрия Змаевич построил в Перасте дворец, ныне известный как «Епископский», и, несколькими годами позднее, церковь Богоматери Розария. Около 1690 года он начал пристраивать к церкви восьмиугольную колокольню, которую, как считается, сам же и спроектировал.
Одним из первых он начал собирать местную и дубровницкую поэзию. Сам он также был писателем. В своей книге «Церковные хроники» Андрия Змаевич рассказывает историю своего рода. Согласно ей, Змаевичи когда-то были православными и происходят из селения Негуши. И лишь позднее, после переселения в Боку Которскую, после ряда браков стали католиками: три православных Змаевича женились на девушках из католических семей и крестили сыновей в католической вере. Андрия Змаевич агитировал за использование славянского языка (некоторые части его «Хроник» были написаны по-славянски кириллицей и лишь затем переведены на латынь). Создал ряд трудов, посвящённых деятелям сербской истории.
Андрия Змаевич похоронен в церкви Богоматери Розария в Перасте.